# Åsa Larsson
Åsa Larsson ou Asa Larsson na grafia portuguesa, (Upsalla, 28 de junho de 1966) é uma escritora sueca. 
Criadora da série policial da personagem Rebecka Martinsson e da série infantojuvenil Pax.

## Biografia
Åsa nasceu em Upsalla, em 1966, mas se criou em Quiruna, no norte da Suécia. Formada pela Universidade de Uppsala em Direito, ela trabalhou como advogada tributária, profissão que sua protagonista, Rebecka Martinsson, também tem em seus livros. Hoje Åsa é escritora em tempo integral.
Seus livros de crimes e investigação deram origem à série de televisão Rebecka Martinsson. Em 2007, seu livro Aurora Boreal (Solstorm) foi adaptado para o cinema.
Åsa é neta do esquiador olímpico Erik Larsson.

## Obras

### Série da Rebecka Martinsson
- 2003 –	Solstorm no Brasil e em Portugal: Aurora Boreal (Planeta, 2010).
- 2004 – Det blod som spillts no Brasil: A Mancha de Sangue (Planeta, 2011) / em Portugal: Sangue Derramado (Planeta, 2011).
- 2006 – Svart stig em Portugal: A Senda Obscura (Planeta, 2012).
- 2008 – Till dess din vrede upphör em Portugal: Quando a tua Ira Passar (Planeta, 2014).
- 2011 – Till offer åt Molok em Portugal: Sacrifício a Moloc (Planeta, 2015).

### Série Pax
Infantojuvenil com Ingela Korsell.
1. 2014 – Nidstången no Brasil: Pax - O Cajado da Maldição (V&R, 2015)
2. 2014 – Grimmen no Brasil: Pax - O Cão das Trevas (V&R, 2015)
3. 2015 – Mylingen no Brasil: Pax - A Menina Fantasma (V&R, 2015)
4. 2015 – Bjäran no Brasil: Pax - A Criatura Maligna (V&R, 2016)
5. 2015 – Gasten no Brasil: Pax - Os Espectros (V&R, 2016)
6. 2016 – Näcken
7. 2016 - Pestan
8. 2017 - Vitormen
9. 2017 - Maran

### Outros livros
- 2003 – Upptäck jorden
- 2005 - Aurinkomyrsky
- 2007 – Systrarna Hietala (contos)
- 2009 – Guds starka arm (contos, com Lena Andersson)
- 2012 – Tjernaja tropa